# Rzeżucha bagienna
Rzeżucha bagienna (Cardamine pratensis subsp. paludosa (Knaf) Celak.) — podgatunek rzeżuchy łąkowej — rośliny z rodziny kapustowatych (Brassicaceae). 

## Systematyka
W niektórych ujęciach taksonomicznych takson ten traktowany był jako odrębny gatunek — Cardamine dentata Schult z polską nazwą rzeżucha bagienna. Według The Plant List jednak nie jest odrębnym gatunkiem, lecz jednym z podgatunków rzeżuchy łąkowej Cardamine pratensis subsp. paludosa (Knaf) Celak.

## Morfologia
PokrójBylina osiągająca wysokość od 30 do 50 cm.
PędZwykle pojedynczy, wzniesiony, błyszczący.
LiścieBłyszczące, pierzaste, złożone z od 2 do 12 par okrągłych bądź jajowatych listków. Listek wierzchołkowy jest dużo większy niż boczne, o kształcie nerkowatym, ucięty przy nasadzie i z brzegiem gładkim lub zatokowo wykrojonym. Dolne liście zebrane w rozetę. Liście łodygowe w liczbie 5–12. Listki z wyraźnym ogonkiem.
KwiatyKwiatostan groniasty typu baldachogrona. Kwiaty czterodzielne, o budowie promienistej, obupłciowe. Działki kielicha o długości 4,5 do 6 mm, brzegiem obłonione. Płatki korony jajowate, białe do czerwonofioletowych, o długości 12-16 mm i szerokości 7-11 mm. Pręciki w liczbie 6. Szypułki kwiatów wyprostowane lub skierowane skośnie do góry.
OwocŁuszczyna o długości od 30 do 50 mm i szerokości od 1,1 do 1,5 mm, ustawiona pod tym samym kątem co szypułka.

## Biologia i ekologia
Bylina. Kwitnie w maju i czerwcu. Siedlisko: tereny wilgotne: olsy, łęgi, mokradła i szuwary. Roślina cechuje się wąską amplitudą ekologiczną.